# Anil Ramdas
Anil Ramdas (Paramaribo, 16 de febrero de 1958-Loenen aan de Vecht, 16 de febrero de 2012) fue un columnista, corresponsal, ensayista, periodista de televisión y radio, y presentador de Surinam.
En 1997 recibió el premio Edgar du Perron por sus obras. 

## Obras
- 1984 - Leven om te werken, werken om te leven opstellen ter voorbereiding van het onderzoek te Curaçao (zonder publicatie)
- 1985 - De factor arbeid op Curaçao: een analyse in histories perspectief en: Brasia vol. 6 nr. 5.
- 1987 - De dans en de dansers: biografiese vertellingen uit Curaçao over voorstellingen van man-vrouw verhoudingen
- 1987 - Goden en marionetten. Een verkenning van ideologie, discours, subjectiviteit afstudeerscriptie (zonder publicatie)
- 1987 - Zekerheid en eenzaamheid in het huishouden; Mannen en vrouwen in de productie en de consumptie onderzoeksverslag (zonder publicatie)
- 1988 - De strijd van de dansers, biografische vertellingen uit Curaçao uitgeverij SUA (verkorte versie herdrukt door Rainbow Pocketboeken / Maarten Muntinga BV, 1994)
- 1988 - Laclau/Mouffe en de Marxisten: een verhouding van liefde en haat. s.n. (geschreven voor het tijdschrift Krisis, zomer 1988)
- 1992 - De papegaai, de stier en de klimmende bougainvillea, ensayos, De Bezige Bij. Vijfde druk 2000.
- 1992 - Tussen de regels: vluchtelingen en detentie met Thomas Spijkerboer, in: NJCM-bulletin; vol. 17, afl. 1, pag. 15-34
- 1993 - In Mijn Vaders Huis, deel 1 Mets
- 1994 - In Mijn Vaders Huis, deel 2 Mets
- 1994 - Het besluit van Mai novela, De Bezige Bij.
- 1995 - Een Surinaamse Ballade:’wel de snack maar niet de saus’, verslagen en foto’s (van Fred van Dijk) van reizen naar Suriname, De Bezige Bij.
- 1996 - De beroepsherinneraar en andere verhalen, ensayos, De Bezige Bij
- 1996 - De kracht van cultuur: onze creatieve verscheidenheid; Commentaren bij het Rapport van de Wereldcommissie voor Cultuur en Ontwikkeling (met anderen) Koninklijk Instituut voor de Tropen
- 2000 - Het geheugen van de stad levensverhalen van migrantenfamilies, in opdracht van Wereldmuseum Rotterdam, uitgeverij Balans.
- 2004 - Zonder liefde valt best te leven, correspondentie uit India opstellen over de rol van de journalist in vreemde culturen, De Bezige Bij.
- 2005 - Culturele diversiteit en de media, Katholiek Instituut voor Massamedia (KIM), 2005.
- 2008 - Weg uit Babylon, verhalen en essays over culturele miscommunicatie, samengesteld door Rachida Azough en Anil Ramdas, uitgeverij Augustus, 2008.
- 2009 - Paramaribo: de vrolijkste stad in de jungle De Bezige Bij. Vijfde druk 2010.